# 남아프리카 개발 공동체

남아프리카 개발 공동체의 기

남아프리카 개발 공동체의 로고

남아프리카 개발 공동체 회원국

남아프리카 개발 공동체(南-開發共同體, 영어: Southern African Development Community, 약칭 SADC)는 1992년 8월 17일에 창설된 남아프리카 15개국의 지역 협력체로, 보츠와나 가보로네에 본부를 두고 있다. 남아프리카 개발 공동체의 전신은 1980년 4월 1일에 창설된 남아프리카 개발 조정회의(南-開發調整會議, 영어: Southern African Development Coordination Conference, 약칭 SADCC)이다.

## 회원국
- 앙골라
- 콩고 민주 공화국
- 탄자니아
- 모잠비크
- 남아프리카 공화국
- 레소토
- 에스와티니
- 나미비아
- 보츠와나
- 잠비아
- 짐바브웨
- 말라위
- 마다가스카르
- 모리셔스
- 세이셸

## 같이 보기
- 동남아프리카 공동시장
- 동아프리카 공동체
- 중앙아프리카 국가 경제 공동체